# Papaver minutiflorum
Papaver minutiflorum är en vallmoväxtart som beskrevs av Tolmatch.. Papaver minutiflorum ingår i släktet vallmor, och familjen vallmoväxter. Inga underarter finns listade i Catalogue of Life.